# You Got the Dirtee Love
You Got the Dirtee Love è un brano musicale ottenuto dal mashup fra You've Got the Love di Florence and the Machine e Dirtee Disco del rapper britannico Dizzee Rascal.
Il brano è stato registrato il 16 febbraio 2010 durante i BRIT Awards 2010, quando i due artisti si sono esibiti insieme sul palco, ed è stato in seguito pubblicato come singolo.

## Tracce
Promo - CD-Single Island - (UMG)
1. You Got The Dirtee Love (Live At The BRIT Awards 2010) - 3:40

## Classifiche
| Classifica (2010) | Posizione più alta |
| ----------------- | ------------------ |
| Australia         | 21                 |
| Irlanda           | 24                 |
| Europa            | 8                  |
| Regno Unito       | 2                  |